# 144 (tal)
144 är det naturliga talet som följer 143 och som följs av 145. 144 är ett av blott fyra tal, vars produkt av siffersumman och de ingående siffrorna blir talet självt. 
(1 + 4 + 4) · 1 · 4 · 4 = 9 · 16 = 144
- Hexadecimala talsystemet: 90
- Binärt: 10010000
- har primfaktoriseringen 24 · 32
- har delarna 1, 2, 3, 4, 6, 8, 9, 12, 16, 18, 24, 36, 48, 72 och 144.
- Ett gross är en benämning för 144 st (12·12).

## Inom matematiken
- 144 är ett jämnt tal.
- 144 är ett ymnigt tal
- 144 är ett mycket ymnigt tal
- 144 är det 12:e kvadrattalet
- 144 är det 12:e fibonaccitalet
- 144 är ett praktiskt tal.

## Inom vetenskapen
- 144 Vibilia, en asteroid